# Sveriges damlandskamper i fotboll 2020
Sveriges damlandskamper i fotboll 2020 påverkades i stor utsträckning av covid-19-pandemin som bröt ut under våren. Den 11 mars 2020 meddelade WHO att epidemin klassades som en pandemi, och detta följdes av besked om inställda eller framflyttade matcher och turneringar:
- Den 17 mars meddelade Uefa att EM 2021 skulle flyttas till 2022.[2]
- Den 24 mars meddelade IOK att OS 2020 sköts upp till 2021.[3] Detta innebar att även det svenska damlandslagets matcher i OS, som skulle ha gått under sommaren, sköts upp.[4]
- Damlandslagets kvalmatch mot Ungern till EM 2021 den 14 april sköts upp.[5]
- Kvalspelet till EM blev generellt lidande, matcherna var planerade att spelas under april, juni och september 2020. Dessa blev flyttade till september–december.[6] När årets sista landskamper hade spelats var dock kvalet ännu inte helt avgjort för alla andra grupper,[7] och de sista kvalmatcherna spelades i april 2021.[6]

Algarve Cup hann dock spelas innan Coronaepidemin blev pandemiklassad, med finalen den 10 mars. I övrigt utgjordes Sveriges matcher av EM-kvalmatcherna under hösten.

## Algarve Cup

### Gruppspel
|             | 4 mars      | Tyskland        | 1 – 0           | Sverige | Estádio Algarve                                     |                                                     |
| 16:30 UTC±0 | 16:30 UTC±0 | Svenja Huth 34′ | (1 – 0) Rapport |         | Faro Publik: 800 Domare: Ivana Martincic (Kroatien) | Faro Publik: 800 Domare: Ivana Martincic (Kroatien) |
| 16:30 UTC±0 | 16:30 UTC±0 |                 |                 |         | Faro Publik: 800 Domare: Ivana Martincic (Kroatien) | Faro Publik: 800 Domare: Ivana Martincic (Kroatien) |
| 16:30 UTC±0 | 16:30 UTC±0 |                 |                 |         | Faro Publik: 800 Domare: Ivana Martincic (Kroatien) | Faro Publik: 800 Domare: Ivana Martincic (Kroatien) |

|             | 7 mars      | Sverige         | 1 – 2           | Danmark                                   | Estádio Municipal de Albufeira              |                                             |
| 14:30 UTC±0 | 14:30 UTC±0 | Lina Hurtig 11′ | (1 – 0) Rapport | 56′ Stine Larsen 90+3′ Nanna Christiansen | Albufeira Domare: Francia Gonzalez (Mexiko) | Albufeira Domare: Francia Gonzalez (Mexiko) |
| 14:30 UTC±0 | 14:30 UTC±0 |                 |                 |                                           | Albufeira Domare: Francia Gonzalez (Mexiko) | Albufeira Domare: Francia Gonzalez (Mexiko) |
| 14:30 UTC±0 | 14:30 UTC±0 |                 |                 |                                           | Albufeira Domare: Francia Gonzalez (Mexiko) | Albufeira Domare: Francia Gonzalez (Mexiko) |

### Match om 7:e plats
Sverige spelade matchen om 7:e plats utan publik.
|             | 10 mars     | Portugal | 0 – 2           | Sverige                                   | Estádio Algarve                       |                                       |
| 20:00 UTC±0 | 20:00 UTC±0 |          | (0 – 1) Rapport | 45+2′ Sofia Jakobsson 50′ Fridolina Rolfö | Faro Domare: Olga Zadinova (Tjeckien) | Faro Domare: Olga Zadinova (Tjeckien) |
| 20:00 UTC±0 | 20:00 UTC±0 |          |                 |                                           | Faro Domare: Olga Zadinova (Tjeckien) | Faro Domare: Olga Zadinova (Tjeckien) |
| 20:00 UTC±0 | 20:00 UTC±0 |          |                 |                                           | Faro Domare: Olga Zadinova (Tjeckien) | Faro Domare: Olga Zadinova (Tjeckien) |

## EM-kval
|             | 17 september | Sverige | 8 – 0           | Ungern | Gamla Ullevi                             |                                          |
| 18:45 UTC+2 | 18:45 UTC+2  | Lina Hurtig 13′, 70′ Anna Anvegård 60′, 66′, 73′ Magdalena Eriksson 68′ Amanda Ilestedt 72′ Linda Sembrant 90+2′ | (1 – 0) Rapport |        | Göteborg Domare: Rebecca Welch (England) | Göteborg Domare: Rebecca Welch (England) |
| 18:45 UTC+2 | 18:45 UTC+2  | |                 |        | Göteborg Domare: Rebecca Welch (England) | Göteborg Domare: Rebecca Welch (England) |
| 18:45 UTC+2 | 18:45 UTC+2  | |                 |        | Göteborg Domare: Rebecca Welch (England) | Göteborg Domare: Rebecca Welch (England) |

|             | 22 september | Island                | 1 – 1           | Sverige           | Laugardalsvöllur                             |                                              |
| 18:00 UTC±0 | 18:00 UTC±0  | Elín Metta Jensen 62′ | (0 – 1) Rapport | 34′ Anna Anvegård | Reykjavik Domare: Ivana Martinčić (Kroatien) | Reykjavik Domare: Ivana Martinčić (Kroatien) |
| 18:00 UTC±0 | 18:00 UTC±0  |                       |                 |                   | Reykjavik Domare: Ivana Martinčić (Kroatien) | Reykjavik Domare: Ivana Martinčić (Kroatien) |
| 18:00 UTC±0 | 18:00 UTC±0  |                       |                 |                   | Reykjavik Domare: Ivana Martinčić (Kroatien) | Reykjavik Domare: Ivana Martinčić (Kroatien) |

|             | 22 oktober  | Sverige | 7 – 0           | Lettland | Gamla Ullevi                             |                                          |
| 18:45 UTC+2 | 18:45 UTC+2 | Lina Hurtig 2′ Anna Anvegård 10′ Olivia Schough 13′ Magdalena Eriksson 27′ Pauline Hammarlund 45′, 54′ Filippa Curmark 86′ | (5 – 0) Rapport |          | Göteborg Domare: Maria Marotta (Italien) | Göteborg Domare: Maria Marotta (Italien) |
| 18:45 UTC+2 | 18:45 UTC+2 | |                 |          | Göteborg Domare: Maria Marotta (Italien) | Göteborg Domare: Maria Marotta (Italien) |
| 18:45 UTC+2 | 18:45 UTC+2 | |                 |          | Göteborg Domare: Maria Marotta (Italien) | Göteborg Domare: Maria Marotta (Italien) |

|             | 27 oktober  | Sverige                                | 2 – 0           | Island | Gamla Ullevi                                    |                                                 |
| 18:30 UTC+1 | 18:30 UTC+1 | Sofia Jakobsson 25′ Olivia Schough 57′ | (1 – 0) Rapport |        | Göteborg Domare: Stéphanie Frappart (Frankrike) | Göteborg Domare: Stéphanie Frappart (Frankrike) |
| 18:30 UTC+1 | 18:30 UTC+1 |                                        |                 |        | Göteborg Domare: Stéphanie Frappart (Frankrike) | Göteborg Domare: Stéphanie Frappart (Frankrike) |
| 18:30 UTC+1 | 18:30 UTC+1 |                                        |                 |        | Göteborg Domare: Stéphanie Frappart (Frankrike) | Göteborg Domare: Stéphanie Frappart (Frankrike) |

|             | 1 december  | Slovakien | 0 – 6           | Sverige | Štadión Antona Malatinského               |                                           |
| 18:00 UTC+1 | 18:00 UTC+1 |           | (0 – 3) Rapport | 22′, 73′ Filippa Angeldal 34′ Linda Sembrant 44′ Fridolina Rolfö 49′ Jonna Andersson 54′ Rebecka Blomqvist | Trnava Domare: Karoline Wacker (Tyskland) | Trnava Domare: Karoline Wacker (Tyskland) |
| 18:00 UTC+1 | 18:00 UTC+1 |           |                 | | Trnava Domare: Karoline Wacker (Tyskland) | Trnava Domare: Karoline Wacker (Tyskland) |
| 18:00 UTC+1 | 18:00 UTC+1 |           |                 | | Trnava Domare: Karoline Wacker (Tyskland) | Trnava Domare: Karoline Wacker (Tyskland) |

## Målskyttar 2020
- Anna Anvegård 5
- Lina Hurtig 4
- Sofia Jakobsson 2
- Magdalena Eriksson 2
- Olivia Schough 2
- Pauline Hammarlund 2
- Fridolina Rolfö 1
- Amanda Ilestedt 1
- Linda Sembrant 1
- Filippa Curmark 1

### Fotnoter
1. ↑  ”WHO: Corona en pandemi”. svd.se. Svenska Dagbladet. 11 mars 2020. https://www.svd.se/a/Joy3E4/who-corona-en-pandemi. Läst 29 juni 2022.
2. ↑  Marcus Lundborg (17 mars 2020). ”Fotbolls-EM är uppskjutet”. em-fotboll.se. Sportnyhet Sverige AB. https://em-fotboll.se/fotbolls-em-ar-uppskjutet/. Läst 29 juni 2022.
3. ↑  Patrik Brenning, Emil Eiman Roslund, Anton Johansson (24 mars 2020). ”Klart: OS i Tokyo skjuts upp”. aftonbladet.se. Aftonbladet. https://www.aftonbladet.se/sportbladet/a/XgQ8Ox/klart-os-i-tokyo-skjuts-upp. Läst 29 juni 2022.
4. ↑  ”Tokyo 2020”. sok.se. Sveriges olympiska Kommitté. https://sok.se/olympiska-spel/tavlingar/spelen/tokyo-2020.html. Läst 29 juni 2022.
5. ↑  ”Landslags- och förbundsverksamhet som påverkas av Corona-utbrottet”. svenskfotboll.se. 17 april 2020. sid. Svenska Fotbollförbundet. https://www.svenskfotboll.se/nyheter/landslag/2020/3/fler-installda-landskamper/. Läst 29 juni 2022.
6. 1 2  ”Updated UEFA competitions calendar”. uefa.com. UEFA. 9 juli 2020. https://www.uefa.com/insideuefa/news/025c-0f8e787ef28c-879e44a21e77-1000--updated-uefa-competitions-calendar/. Läst 29 juni 2022.
7. ↑  Johan Rydén (1 december 2020). ”Det som skulle varit sista omgången”. En blogg om internationell damfotboll. Johan Rydén. https://damfotboll.blog/2020/12/01/det-som-skulle-varit-sista-omgangen/. Läst 29 juni 2022.
8. ↑  Frida Fagerlund (10 mars 2019). ”Tvingas spela inför tomma läktare”. aftonbladet.se. Aftonbladet. https://www.aftonbladet.se/sportbladet/fotboll/a/504WaE/tvingas-spela-infor-tomma-laktare. Läst 29 juni 2022.